# Benjamin Becker
Benjamin Becker (Merzig, Alemanya Occidental, 16 de juny de 1981) és un extennista alemany.
Ha guanyat un títol individual i va arribar al 35è lloc del rànquing individual l'any 2014. No té relació familiar amb el també extennista alemany Boris Becker. Va derrotar el tennista Andre Agassi en el US Open 2006, que va representar el darrer partit professional de la seva carrera.

## Biografia
Fill de Jörg i Ulrike Becker, té una germana més petita. Va estudiar a la Baylor University i va competir per aquesta universitat en la NCAA, guanyant el títol individual júnior l'any 2004 i liderant l'equip en el títol per equips. Va preferir finalitzar els estudis universitaris abans d'esdevenir professional, i actualment és el millor tennis individual i de dobles en la història d'aquesta universitat.

## Palmarès

### Individual: 3 (1−2)
| Llegenda (pre/post 2009)                                 |
| -------------------------------------------------------- |
| Grand Slams (0−0)                                        |
| Tennis Masters Cup / ATP Finals (0−0)                    |
| ATP Masters Series / ATP World Tour Masters 1000 (0−0)   |
| ATP International Series Gold / ATP World Tour 500 (0−0) |
| ATP International Series / ATP World Tour 250 (1−2)      |

| Títols per superfície |
| --------------------- |
| Dura (0−1)            |
| Gespa (1−1)           |
| Terra batuda (0−0)    |

| Resultat  | Núm. | Data                   | Torneig                         | Superfície | Oponent               | Marcador         |
| --------- | ---- | ---------------------- | ------------------------------- | ---------- | --------------------- | ---------------- |
| Finalista | 1.   | 30 de setembre de 2007 | Bangkok, Tailàndia              | Dura (i)   | Dmitry Tursunov       | 2−6, 1−6         |
| Guanyador | 1.   | 20 de juny de 2009     | 's-Hertogenbosch, Països Baixos | Gespa      | Raemon Sluiter        | 7−5, 6−3         |
| Finalista | 2.   | 21 de juny de 2014     | 's-Hertogenbosch                | Gespa      | Roberto Bautista Agut | 6−2, 6−7(2), 4−6 |

### Dobles: 2 (0−2)
| Llegenda (pre/post 2009)                                 |
| -------------------------------------------------------- |
| Grand Slams (0−0)                                        |
| Tennis Masters Cup / ATP Finals (0−0)                    |
| ATP Masters Series / ATP World Tour Masters 1000 (0−0)   |
| ATP International Series Gold / ATP World Tour 500 (0−0) |
| ATP International Series / ATP World Tour 250 (0−2)      |

| Títols per superfície |
| --------------------- |
| Dura (0−2)            |
| Gespa (0−0)           |
| Terra batuda (0−0)    |

| Resultat  | Núm. | Data                 | Torneig                   | Superfície | Parella        | Oponents               | Marcador    |
| --------- | ---- | -------------------- | ------------------------- | ---------- | -------------- | ---------------------- | ----------- |
| Finalista | 1.   | 2 d'agost de 2009    | Los Angeles, Estats Units | Dura       | Frank Moser    | Bob Bryan Mike Bryan   | 4−6, 6−7(2) |
| Finalista | 2.   | 14 de febrer de 2010 | San Jose, Estats Units    | Dura (i)   | Leonardo Mayer | Mardy Fish Sam Querrey | 6−7(3), 5−7 |

## Trajectòria

### Individual
| Open d'Austràlia | A   | 1R    | 1R    | A     | 2R    | 2R  | 1R    | 2R   | 1R    | 3R    | 1R   | Q1  | 0 / 9   | 5 − 9   |
| Roland Garros | Q3  | 1R    | 1R    | A     | 1R    | A   | 1R    | 1R   | 1R    | 3R    | 1R   | Q1  | 0 / 8   | 2 − 7   |
| Wimbledon | 2R  | 1R    | 2R    | 2R    | 2R    | A   | 2R    | 1R   | 2R    | 1R    | 2R   | Q2  | 0 / 10  | 7 − 10  |
| US Open | 4R  | 1R    | Q1    | 1R    | 2R    | A   | 1R    | 2R   | 1R    | 1R    | 1R   | A   | 0 / 9   | 5 − 9   |
| Victòries−Derrotes | 9−8 | 21−32 | 11−20 | 14−19 | 29−31 | 3−9 | 10−14 | 9−20 | 27−26 | 11−20 | 9−18 | 0−3 | 153−220 | 153−220 |
| Rànquing a final d'any | 58  | 84    | 129   | 40    | 53    | 304 | 65    | 79   | 40    | 97    | 119  | 519 |         |         |
| Llegenda: G: Guanyador; F: Finalista; SF: Semifinalista; QF: Quarts de final; Q: Qualificació; A: Absent; RR: Round Robin; |     |       |       |       |       |     |       |      |       |       |      |     |         |         |

### Dobles
| Open d'Austràlia | 1R  | A   | A   | 1R | 3R  | A   | 1R  | 1R  | 3R  | 2R  | 0 / 7 | 5 − 7 |
| Roland Garros | 1R  | A   | A   | 2R | A   | 2R  | 1R  | 1R  | 1R  | A   | 0 / 6 | 2 − 6 |
| Wimbledon | 3R  | A   | 1R  | 2R | A   | 2R  | A   | 1R  | 1R  | A   | 0 / 6 | 3 − 6 |
| US Open | 1R  | A   | 1R  | 2R | A   | 1R  | A   | 2R  | A   | A   | 0 / 5 | 2 − 5 |
| Rànquing a final d'any | 103 | 588 | 128 | 90 | 189 | 147 | 223 | 194 | 185 | 391 |       |       |
| Llegenda: G: Guanyador; F: Finalista; SF: Semifinalista; QF: Quarts de final; Q: Qualificació; A: Absent; RR: Round Robin; |     |     |     |    |     |     |     |     |     |     |       |       |

## Guardons
- ATP Newcomer of the Year (2006)